# Virginie Ancelot
Marguerite-Louise Virginie Chardon Ancelot, más conocida como Virginie Ancelot (Dijon, 15 de marzo de 1792-París, 21 de marzo de 1875), fue una escritora, pintora y dramaturga francesa.

## Biografía
Nacida en el seno de una familia parlamentarista de Dijon, se casó con el también dramaturgo Jacques-François Ancelot. Entre 1824 y 1866, regentaron un salón literario en la rue de Seine.
Sus obras se agruparon en cuatro volúmenes y se publicaron bajo el título de Theâtre complet en 1848. Asimismo, publicó dos libros de memorias: Les Salons de Paris, foyers éteints (1858) y Un salon de Paris 1824-64 (1866). Entre sus novelas más importantes se cuentan Georgine (1855), Une route sans issue (1857) y Un nœud de ruban (1858).